# Edward Charles Malesic
Edward Charles Malesic (nacido el 14 de agosto de 1960) es un prelado estadounidense de la Iglesia católica que se desempeña como obispo de Cleveland, desde 2020.  Fue obispo de Greensburg, de 2015 a 2020.

## Biografía

### Primeros años y formación
Edward Charles Malesic nació el 14 de agosto de 1960 en Harrisburg, Pensilvania, uno de los cuatro hijos de Joseph A. y Elizabeth Schatt Malesic.  
Se graduó de Central Dauphin East High School en Harrisburg, Pensilvania, en 1978.  Se especializó en biología durante tres años en el Lebanon Valley College. Ingresó al Colegio Pontificio Josephinum en Columbus, Ohio, donde obtuvo una Licenciatura en Divinidad en 1983 y una Maestría en Divinidad en 1987.
Recibió una Licenciatura en Derecho Canónico de la Universidad Católica de América en Washington D. C.

### Sacerdocio
Fue ordenado sacerdote por el obispo William Keeler para la Diócesis de Harrisburg el 30 de mayo de 1987.
Después de su ordenación, las asignaciones pastorales de Malesic incluyeron, asistente de párroco en la parroquia de St. Theresa en New Cumberland, Pensilvania, de 1987 a 1989, y la parroquia de Santa Rosa de Lima en York, Pensilvania, de 1989 a 1992.  Al mismo tiempo, se desempeñó como ministro del campus en York College of Pennsylvania y se desempeñó en la misma capacidad en Millersville University of Pennsylvania de 1992 a 1996.  Estuvo asociado con el club Newman en Messiah College de 2000 a 2004.
Fue administrador y luego párroco de la parroquia Holy Infant en York Haven, Pensilvania, de 2004 a 2015.  Con sus estudios en derecho canónico, desempeñó varios cargos en el tribunal diocesano.  Incluyen auditor, vicario judicial adjunto y secretario para los servicios canónicos.  Se desempeñó como vicario judicial y secretario de servicios canónicos de 2006 a 2015. 

## Episcopado

### Obispo de Greensburg

Escudo de armas como obispo de Greensburg

El 24 de abril de 2015, el papa Francisco lo nombró obispo de Greensburg. Fue consagrado en la Catedral del Santísimo Sacramento, el 13 de julio de 2015 por el arzobispo Charles J. Chaput, con el obispo Lawrence Brandt y el obispo Ronald Gainer como co-consagradores.

#### Demanda por abuso sexual
El 22 de junio de 2020, un hombre presentó una demanda contra Malesic, la Diócesis de Greensburg y el cardenal Donald Wuerl.  El demandante afirmó que Joseph L. Sredzinski, un sacerdote del condado de Fayette, Pensilvania, que murió en 2015, abusó sexualmente de él desde 1991, cuando tenía entre 11 y 17 años. Los informes de la demanda no explicaron la participación de Malesic.

### Obispo de Cleveland
El 16 de julio de 2020, el papa Francisco lo nombró obispo de Cleveland. Fue instalado el 14 de septiembre del mismo año.
Es defensor de la misa bajo el rito extraordinario la cual ha celebrado varias veces